# Oliver Skipp
Oliver Skipp, né le 16 septembre 2000 à Welwyn Garden City en Angleterre, est un footballeur anglais qui évolue au poste de milieu défensif à Leicester City.

## Biographie

### En club

#### Tottenham
Natif de Welwyn Garden City en Angleterre, Oliver Skipp est un pur produit du centre de formation de Tottenham Hotspur.
Le 29 août 2018, Skipp signe son premier contrat professionnel, jusqu'en juin 2021. Il fait ses débuts en équipe première le 31 octobre 2018, lors d'une rencontre de Coupe de la Ligue anglaise contre West Ham United. Il entre en jeu ce jour-là à la place de Christian Eriksen et son équipe s'impose sur le score de trois buts à un. Le 5 décembre 2018, Oliver Skipp joue son premier match en Premier League lors de la 15e journée de la saison 2018-2019 face à Southampton. Il entre en jeu à la place de Kieran Trippier et Tottenham s'impose ce jour-là par trois buts à un. Dix jours plus tard il fête sa première titularisation face au Burnley FC, en championnat (victoire 1-0 pour les Spurs).
Le 17 juillet 2020, Skipp prolonge son contrat avec son club formateur jusqu'en 2024.

#### Prêt à Norwich City
Le 17 août 2020, Oliver Skipp est prêté pour une saison à Norwich City. Il fait sa première apparition sous ses nouvelles couleurs le 12 septembre 2020, dès la première journée de la saison 2020-2021, face à Huddersfield Town. Il est titularisé et joue l'intégralité de cette rencontre remportée par les siens (0-1). Il joue finalement 44 matchs avec le club britannique et inscrit son premier but en tant que joueur professionnel avant de devenir un grand artisan de la victoire de Norwich en championnat. A la fin de la saison, il termine sur le podium des meilleurs joueurs de Norwich élus par les fans ainsi que dans l’équipe type officielle de Championship 2020/2021.

### Retour à Tottenham
De retour à Tottenham à la fin de son prêt, Oliver Skipp est cette fois intégré à l'équipe première, où le nouvel entraîneur des spurs, Nuno Espírito Santo, lui fait confiance. Le 20 avril 2022, Skipp signe un nouveau contrat avec le club, étant lié à Tottenham jusqu'en juin 2027.

### Leicester City
Le 19 août 2024, Oliver Skipp rejoint Leicester City. Il signe un contrat de cinq ans, soit jusqu'en juin 2029,.

### En sélection
Oliver Skipp est sélectionné à plusieurs reprises avec les équipes de jeunes d'Angleterre, avec les moins de 16 ans et les moins de 18 ans. Avec les moins de 16 ans, il enregistre cinq victoires, contre les États-Unis, le Brésil, la Norvège, l'Italie et la Russie. Avec les moins de 18 ans, il bat le Qatar et la Biélorussie.
Oliver Skipp est convoqué pour la première fois avec l'équipe d'Angleterre espoirs en août 2019. Il joue son premier match avec les espoirs le 11 octobre de la même année contre la Slovénie. Il entre en jeu à la place de Phil Foden et les deux équipes se neutralisent (2-2).
Skipp est retenu avec les espoirs pour participer au championnat d'Europe espoirs en 2023, qui se déroule en Géorgie et en Roumanie,.

### Style de jeu
Milieu défensif, il est également capable de jouer un rôle de relayeur. Doté d'une bonne habilité balle au pied, il se déplace vite sur le terrain et aide à faire avancer le jeu. 

## Statistiques
| Saison                | Club                  | Championnat           | Championnat | Championnat | Coupe nationale | Coupe nationale | Coupe de la Ligue | Coupe de la Ligue | Compétition(s) continentale(s) | Compétition(s) continentale(s) | Compétition(s) continentale(s) | Total | Total |
| Saison                | Club                  | Division              | M.          | B.          | M.              | B.              | M.                | B.                | Comp.                          | M.                             | B.                             | M.    | B.    |
| 2018-2019             | Tottenham Hotspur     | Premier League        | 8           | 0           | 2               | 0               | 2                 | 0                 | C1                             | 0                              | 0                              | 12    | 0     |
| 2019-2020             | Tottenham Hotspur     | Premier League        | 7           | 0           | 1               | 0               | 1                 | 0                 | C1                             | 2                              | 0                              | 11    | 0     |
| 2021-2022             | Tottenham Hotspur     | Premier League        | 18          | 0           | 1               | 0               | 5                 | 0                 | C4                             | 4                              | 0                              | 28    | 0     |
| 2022-2023             | Tottenham Hotspur     | Premier League        | 23          | 1           | 3               | 0               | 1                 | 0                 | C1                             | 4                              | 0                              | 31    | 1     |
| 2023-2024             | Tottenham Hotspur     | Premier League        | 21          | 0           | 2               | 0               | 1                 | 0                 | -                              | -                              | -                              | 24    | 0     |
| Sous-total            | Sous-total            | Sous-total            | 77          | 1           | 9               | 0               | 10                | 0                 | -                              | 10                             | 0                              | 106   | 1     |
| 2020-2021             | Norwich City (prêt)   | Championship          | 46          | 1           | 2               | 0               | 1                 | 0                 | -                              | -                              | -                              | 49    | 1     |
| Sous-total            | Sous-total            | Sous-total            | 46          | 1           | 2               | 0               | 1                 | 0                 | -                              | 0                              | 0                              | 49    | 1     |
| 2024-2025             | Leicester City        | Premier League        | 17          | 0           | 1               | 0               | 3                 | 0                 | -                              | -                              | -                              | 21    | 0     |
| Sous-total            | Sous-total            | Sous-total            | 17          | 0           | 1               | 0               | 3                 | 0                 | -                              | 0                              | 0                              | 21    | 0     |
| Total sur la carrière | Total sur la carrière | Total sur la carrière | 140         | 2           | 12              | 0               | 14                | 0                 | -                              | 10                             | 0                              | 176   | 2     |

## Palmarès

### En club
- Norwich City
  - Champion d'Angleterre de D2 en 2021.

### En sélection nationale
- Angleterre espoirs
  - Vainqueur du Championnat d'Europe en 2023.

### Distinction personnelle
- Membre de l'équipe-type de EFL Championship en 2021.